# Tropina
La tropina, chiamata anche 3-tropanolo, è un derivato del tropano contenente un gruppo ossidrilico sul carbonio 3.
Benzatropina ed etibenzatropina sono eteri derivati dalla tropina, così come l'atropina, un anticolinergico che rappresenta il prototipo della classe di farmaci antagonisti muscarinici.